# Van (provins)

Karta över Turkiet med Van markerat.

Van är en provins i östra Turkiet, vid Vansjön. Majoriteten av invånarna är kurder. Tidigare fanns en stor armenisk befolkning i området men efter det armeniska folkmordet 1915 hade de flesta kristna folkgrupperna i området antingen dödats eller drivits bort. Huvudstad i provinsen är Van.